# Ламіне Сідіме
Ламіне Сідіме (нар. 1944) — гвінейський правник і політик, голова Верховного суду, прем'єр-міністр країни з 1999 до 2004 року.